# Герника
 Тази статия е за града в Испания.  За картината вижте Герника (картина).  
Гернѝка-Лу̀мо (на испански: Guernica y Luno, на баски: Gernika-Lumo), по-известен само като Гернѝка, е град в провинция Биская на Баската страна в Испания.
Населението на Герника, според преброяване от 2013 г., е 16 863 жители.
Градът става печално известен по време на Гражданската война, когато на 26 април 1937 г. т. нар. „Легион Кондор“ на германската Луфтвафе, ангажирана в конфликта на страната на Франко жестоко бомбардира мирното селище в течение на 3 часа. В резултат от бомбардировката мостът и заводът за боеприпаси, които са официалната цел на Легиона, са непокътнати. За сметка на това 70% от сградите на Герника са напълно съсипани, а човешките жертви са между 170 и 300.
Именно във връзка с бомбардировката на Герника Пикасо рисува прочутото си едноименно платно, пазено и излагано днес в музея „Кралица София“ в Мадрид.